# Sofija Daubaraitė
Sofija Daubaraitė (* 29. Januar 1951 in Telšiai) ist eine litauische konservative Politikerin und Journalistin.

## Leben
Nach dem Abitur 1968 an der Žemaitė-Mittelschule studierte sie ab 1969 an der Vilniaus universitetas (VU). 1976 absolvierte sie das Diplomstudium der litauischen Sprache und Literatur an der Philologiefakultät der VU. Danach studierte sie  Journalistik. Von 1980 bis 1982 lernte sie an der 47. Technikschule Vilnius als Fotografin.
Ab 1976 arbeitete sie als Lehrerin in der Rajongemeinde Ignalina, von 1977 bis 1980 am Lituanistik-Institut der Lietuvos mokslų akademija, von 1982 bis 1991 bei der Zeitung „Draugystė“, von 1991 bis 1996 bei der Zeitung „Vilnia“.
Von 1995 bis 1997 war sie Mitglied im Rat der Rajongemeinde Vilnius und von 1996 bis 2000  Mitglied im Seimas. Ab 2001 lehrte sie an der Lietuvos teisės universitetas.
Ab 1989 war sie Mitglied von Sąjūdis, ab 1994 der Tėvynės Sąjunga.
Sie hat eine Tochter.